# ميكسي (إستونيا)
ميكسي هي قرية في مقاطعة تارتو في إستونيا وهي المركز الإداري لأبرشية ميكسي.